# Capellirallus karamu
Capellirallus karamu — вимерлий вид журавлеподібних птахів родини пастушкових (Rallidae). Мешкав на Північному острові Нової Зеландії у голоцені і вимер десь у 13 столітті, коли на острові поширився полінезійський пацюк.

## Назва
Назва виду походить від печери Караму, що за 21 кілометр від Гамілтона, де в 1954 році було виявлено голотип.

## Скам'янілості
Типовий матеріал складається з неповного скелета, включаючи хребці, таз і задню кінцівку. Після виявлення цих останків в різних місцях на Північному острові було знайдено багато повних скелетів, що складаються із сотень кісток.

## Опис
Це був дрібний пастушок. Його вага становила близько 240 г. Він втратив здатність літати. Порівняно з розміром тіла пастушок мав найменші крила з усіх відомих видів пастушків. Він також мав непропорційно велику цівку.